# SWA World Championship
El SWA World Championship (Campeonato Mundial de SWA, en español) es el campeonato femenino de World Wonder Ring Stardom. El título fue creado el 21 de mayo de 2016, durante la gira europea de tres días de Stardon, como el título estrella para una alianza internacional de reciente creación llamada Asociación Mundial Stardom (SWA). Actualmente el campeonato se encuentra vacante.
Como la mayoría de los campeonatos de lucha profesional, el título se gana como resultado de un combate programado. Las reglas del campeonato establecen que solo los luchadores de países distintos al campeón reinante pueden desafiarlo. Por ejemplo, mientras el título tuviera un campeón japonés, ningún otro luchador japonés podría desafiarlo.

## Campeonas
El Campeonato Mundial de SWA es el campeonato terciario de la WWRS, y fue establecido el 21 de mayo de 2016 en la función de Stardom & RCW Show. La campeona inaugural fue Io Shirai, quien ganó un torneo al derrotar en la final a Toni Storm, el 21 de mayo de 2016 en el evento Stardom & RCW Show en Barcelona, España, desde entonces ha habido 9 campeonas oficiales, repartidos en 9 reinados en total, habiendo estado también vacante el título en dos ocasiones

### Lista de campeonas
| N.º | Campeona           | Lucha                    | Lucha                                         | Lucha     | Estadísticas | Estadísticas | Notas y referencias |
| N.º | Campeona           | Fecha                    | Evento                                        | Ubicación | Reinado      | Días         | Notas y referencias |
| --- | ------------------ | ------------------------ | --------------------------------------------- | --------- | ------------ | ------------ | --- |
| 1   | Io Shirai          | 21 de mayo de 2016       | Stardom & RCW Show                            |           | 1            | 64           | Derrotó a Toni Storm en la final de un torneo. |
| 2   | Toni Storm         | 24 de julio de 2016      | Stardom×Stardom 2016: Osaka Manatsu no Saiten |           | 1            | 612          | [ 2 ] |
| 3   | Viper              | 28 de marzo de 2018      | Stardom Dream Slam 2018                       |           | 1            | 292          | El Campeonato Femenino de ICW de Viper también estuvo en juego. |
| 4   | Utami Hayashishita | 14 de enero de 2019      | Stardom Korakuen Tournament                   |           | 1            | 377          | Durante la lucha, también ganó el Campeonato Internacional de EVE Wrestling de Viper. |
| 5   | Jamie Hayter       | 26 de enero de 2020      | Stardom 9th Anniversary in Osaka              |           | 1            | 235          | [ 5 ] |
| —   | Vacante            | 19 de septiembre de 2020 |                                               | —         | —            | —            | Debido a que Hayter no pudo defender su título debido a la pandemia de COVID-19. |
| 6   | Bea Priestley      | 3 de octubre de 2020     | Yokohama Cinderella                           |           | 1            | 43           | Derrotó a Momo Watanabe por el título vacante. |
| 7   | Syuri              | 15 de noviembre de 2020  | Stardom Sendai Cinderella                     |           | 1            | 419          | [ 7 ] |
| —   | Vacante            | 8 de enero de 2022       | Stardom in Korakuen Hall                      |           | —            | —            | Debido a que Syuri renunció voluntariamente al título debido a ser una triple campeona y poder enfocarse aún más en el Campeonato Mundial de Stardom y el Campeonato de las Diosas de Stardom. |
| 8   | Thekla             | 29 de enero de 2022      | Nagoya Supreme Fight                          |           | 1            | 96           | Derrotó a Mina Shirakawa por el título vacante |
| 9   | Mayu Iwatani       | 5 de mayo de 2022        | Golden Week Fight Tour                        |           | 1            | 182          | |
| —   | Vacante            | 3 de noviembre de 2022   | Hiroshima Goddess Festival                    |           | —            | —            | Iwatani renunció al campeonato para centrarse en el Campeonato Femenino de la IWGP. |
| —   | Desactivado        | 3 de noviembre de 2022   |                                               | —         | —            | —            | El campeonato fue abandonado. |

### Total de días con el título
La siguiente lista muestra el total de días que una lucha nidora ha poseído el campeonato si se suman todos los reinados que posee. Actualizado a la fecha del 29 de julio de 2025.
| + | Indica a la campeona actual |

| N.º | Campeona           | Reinados | Total de días |
| --- | ------------------ | -------- | ------------- |
| 1   | Toni Storm         | 1        | 612           |
| 2   | Syuri              | 1        | 419           |
| 3   | Utami Hayashishita | 1        | 377           |
| 4   | Viper              | 1        | 292           |
| 5   | Jamie Hayter       | 1        | 235           |
| 6   | Mayu Iwatani       | 1        | 182           |
| 7   | Io Shirai          | 1        | 64            |
| 8   | Bea Priestley      | 1        | 43            |